# Nassarius mekranicus
Nassarius mekranicus is een slakkensoort uit de familie van de Nassariidae. De wetenschappelijke naam van de soort is voor het eerst geldig gepubliceerd in 1925 door Vredenburg.